# Кожокарь, Кристина Викторовна
Кристина Викторовна Кожокарь (род. 28 февраля 1994 года, Тольятти) — российская гандболистка. Бронзовый призёр чемпионата мира 2019 года.

## Биография
Родилась 28 февраля 1994 года в Тольятти.
Выпускница гандбольной школы в городе Тольятти.

## Карьера
В 2010—2015 годах выступала за команду «Звезда» г. Звенигород.
В 2015—2018 годах выступала за команду «Астраханочка» г. Астрахань.
В 2017 году получила звание «Мастер спорта России».
С 2018 года играет за клуб «Ростов-Дон».
В составе сборной России выступала на чемпионате Европы 2016 года. В 2019 году на чемпионате мира завоевала бронзовую медаль.
24 марта 2021 года получила звание Мастер спорта России международного класса.

## Достижения
| 2010 | Победитель Спартакиады                                               |
| 2012 | Серебряный призёр Открытого Чемпионата Европы среди юниоров (Швеция) |
| 2012 | Серебряный призёр Чемпионата мира среди юниоров (Черногория)         |
| 2013 | Бронзовый призёр Чемпионата России                                   |
| 2014 | Серебряный призёр Кубка обладателей Кубков EHF                       |
| 2014 | Обладатель Кубка России                                              |
| 2014 | Серебряный призёр Чемпионата Мира среди молодежных команд (Хорватия) |
| 2014 | Обладатель Суперкубка России                                         |
| 2015 | Бронзовый призёр Кубка России                                        |
| 2016 | Чемпионка России                                                     |
| 2016 | Серебряный призёр Кубка России                                       |
| 2016 | Серебряный призёр Суперкубка России                                  |
| 2017 | Бронзовый призёр Кубка России                                        |
| 2018 | Бронзовый призёр Чемпионата России                                   |
| 2018 | Бронзовый призёр Кубка России                                        |
| 2018 | Чемпионка России по пляжному гандболу                                |
| 2018 | Обладатель Кубка России по пляжному гандболу                         |
| 2019 | Обладатель Кубка России                                              |
| 2019 | Серебряный призёр Лиги Чемпионов                                     |
| 2019 | Чемпионка России                                                     |
| 2019 | Обладатель Суперкубка России                                         |
| 2019 | Бронзовый призёр Чемпионата Мира (Япония)                            |
| 2020 | Чемпионка России                                                     |
| 2020 | Обладатель Кубка России                                              |
| 2020 | Обладатель Суперкубка России                                         |
| 2021 | Серебряный призёр Чемпионата России                                  |
| 2021 | Обладатель Кубка России                                              |
| 2021 | Обладатель Суперкубка России                                         |
| 2022 | Победитель кубка Дружбы в составе национальной сборной               |
| 2022 | Серебряный призёр кубка России                                       |
| 2022 | Чемпионка России                                                     |
| 2022 | Серебряный призёр спартакиады сильнейших. Лучший бомбардир турнира   |
| 2023 | Бронзовый призёр кубка России                                        |
| 2023 | Серебряный призёр чемпионата России                                  |
| 2024 | Серебряный призёр кубка России                                       |
| 2024 | Победитель кубка Лотоса, в составе национальной сборной              |
| 2024 | Серебряный призёр чемпионата России                                  |

2025 Победитель Кубка России

## Награды
- Знак отличия «Спортивная доблесть III степени»
- Медаль ордена «За заслуги перед Астраханской областью» (2016)[4]